# 2021. áprilisi támadás az Egyesült Államok Capitoliuma ellen
A 2021. áprilisi támadás az Egyesült Államok Capitoliuma ellen 2021. április 2-án történt, mikor Noah Green, egy 25 éves fekete nacionalista megölte William Evans rendőrtisztet és megsebesített még egyet, miután autóját egy barikádba vezette az Egyesült Államok Capitoliuma előtt, Washingtonban. A támadást követően az egész komplexumot lezárták. Greent meglőtték és később egy kórházban halt meg. Green támogatója volt, de nem tagja az Iszlám Nemzete amerikai szélsőséges csoportnak, de nem sokkal a támadás előtt kereszténységgel kapcsolatos posztokat is osztott meg.

## Incidens
Április 2-án Billy Evans rendőrtisztet a Constitution Avenue egyik ellenőrzőpontjára jelölték ki, amely bejáraton általában az Egyesült Államok szenátorai haladnak át munkanapokon, mindössze 91 méterre az épület szenátusi oldalának bejáratától. 13:00 körül egy férfi belevezette az autóját (egy kék Nissan Altima) a barikádba. A jármű elütötte Evans-t és egy másik rendőrt, a korábbi kórházba került, mielőtt belehalt volna sérüléseibe. Miután elütötte a két tisztet, az elkövető kiugrott az autóból egy késsel és rátámadott több rendőrre is, akik, miután a férfi több felszólítás után sem állt le, meglőtték. Az elkövetőt letartóztatták, kórházba vitték, majd nem sokkal később belehalt sérüléseibe.
A Capitoliumot lezárták nem sokkal a támadást követően és felszólították a bent tartózkodókat, hogy keressenek menedéket. A Nemzeti Gárda tagjait a helyszínre küldték. Még aznap véget ért a lezárás.

## Az elkövető előélete
Greenhez közelálló személyek azt mondták róla, hogy sportos és népszerű volt középiskolában és egyetemen is, de miután befejezte tanulmányait a CNU-n, nagyon paranoid és vallásos lett, családja és barátai is féltek, hogy mentális egészsége kezdett romlani. Green téveszmékkel, paranoiával és öngyilkos gondolatokkal küzdött.
Családja és barátai azt mondták, hogy Green szerint 2019-ben Xanax-szal bedrogozta őt valaki, amelynek következtében függő lett és elvonási tünetei jelentek meg. Miután Newport News-ba költözött, hallucináció, fejfájás és szívproblémái kezdetek el kialakulni. Egy nap, mikor drogok hatása alatt volt, elhagyta virginiai apartmanját és Indianapolis-ba költözött. Amíg ott élt elmondta testvérének, hogy szerinte betörtek lakásába. Testvére szerint a férfi mentálisan zavartnak tűnt.
Nem sokkal a támadás előtt Green a következőt írta Facebookon: „az elmúlt néhány év nehéz volt, és az elmúlt pár hónap még nehezebb” és, hogy felmondott munkahelyén részben saját szenvedése miatt. Megosztott posztokat az Antikrisztusról és a világ végéről. Március 15-én arra buzdított mindenkit, hogy „tanulmányozzák A jelenések könyvét, tanulmányozzák a világ vége jeleit, tanulmányozzák, hogy ki a legjobb, tanulmányozzák, hogy ki az Antikrisztus, tanulmányozzák, hogy ki a hamis próféta és tanulmányozzák, az akkoriban létrehozott képeket.” Két nappal később ismét posztolt, amelyben arra hivatkozott, hogy azért tért le a jó útról, mert csapattársai egyetemen drogokat adtak neki, beleegyezése nélkül.
Green követője lett az Iszlám Nemzete fekete nacionalista csoportnak és annak vezetőjének, Louis Farrakhannak. Facebookon megosztott üzeneteket, amelyekben támogatta a csoportot, illetve Farrakhan és elődje, Elijah Muhammad beszédeit. 2020 decemberében meg akarta változtatni nevét Noah Zaeem Muhammadra, de végül nem vett részt a meghallgatásokon, amelyet négy nappal a támadás előtt tartottak. Megosztott egy Farrakhan-videót, amelynek címe „Michael Jackson keresztre feszítése” volt. A támadást megelőző héten azt írta több posztban is, hogy Farrakhan megmentette őt, „azok után a borzalmas csapások után, amelyeket a CIA és az FBI, az Amerikai Egyesült Államok kormányügynökségei [követtek el]” és azt mondta, hogy „többször is betörtek a házamba, ételmérgezésben szenvedtem, megtámadtak, engedélyem nélkül megoperáltak egy kórházban és az agyamat is irányították.”
Testvére elmondása szerint pár hónappal a támadás előtt Green elhagyta Indianapolis-t és Botswanába költözött, és azt mondta, hogy az eszméje azt mondta neki, hogy ölje meg magát. Egy autó elé ugrott és súlyosan megsérült, mielőtt visszatért volna az Egyesült Államokba, ahol összeköltözött testvérével. Két héttel a támadás előtt Green megosztott egy képet, amelyen látható volt, hogy a Megváltók napja alkalmából 1085 dollárt adományozott az Iszlám Nemzete norfolki ágának Noah X néven (Malcolm X által inspirálva), Farrakhan Amerika isteni pusztulása beszédével együtt. A támadás előtti este nagyon beteg lett és azt üzente testvérének, hogy „Elmegyek és hajléktalanként fogok élni.”

## Nyomozás
A nyomozás alapján Green támadásának indokaként az elkövető mentális betegségeit és ideológiai hitét nevezték meg. Korábban nem keveredett összetűzésbe a rendőrséggel, nem volt ismert és nem volt kapcsolatban a Kongresszus egyetlen tagjával sem.